# St. Augusta (Minnesota)
Pour les articles homonymes, voir St. Augusta.
St. Augusta est une ville américaine située dans le Comté de Stearns, dans le Minnesota. Selon le recensement de 2010, sa population est de 3 317 habitants.

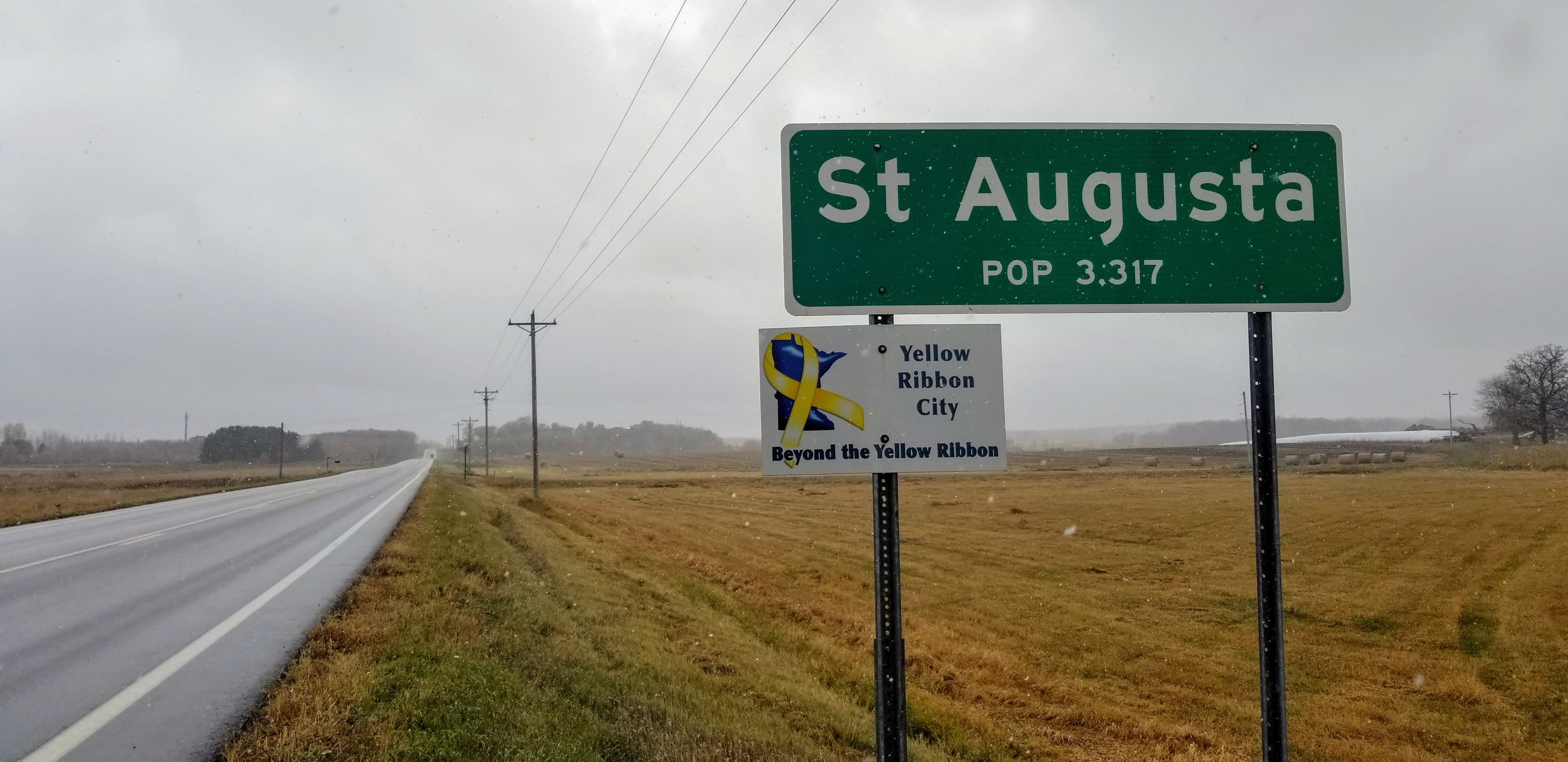
Panneau accueillant les visiteurs à Saint Augusta